# Eriko Sato
Eriko Sato (佐藤 衣里子, 25 de novembre de 1985) és una exfutbolista japonesa.

## Selecció del Japó
Va debutar amb la selecció del Japó el 2003. Va disputar 2 partits amb la selecció del Japó.

## Estadístiques
| Selecció del Japó | Selecció del Japó | Selecció del Japó |
| Anys              | Partits           | Gols              |
| ----------------- | ----------------- | ----------------- |
| 2003              | 1                 | 0                 |
| 2004              | 0                 | 0                 |
| 2005              | 0                 | 0                 |
| 2006              | 0                 | 0                 |
| 2007              | 0                 | 0                 |
| 2008              | 1                 | 0                 |
| Total             | 2                 | 0                 |